# 스팅: 외계거미의 지구침략
《스팅: 외계거미의 지구침략》(영어: Sting)은 오스트레일리아와 미국에서 제작된 2024년 공포 영화이다. 키아 로시터너가 연출과 각본을 맡았으며, 라이언 코어, 얼라일라 브라운, 퍼넬러피 미첼 등이 출연하였다.
2024년 4월 12일 미국과 캐나다에서 개봉하였다.

## 줄거리
반항심이 충만한 12살 샬럿은 새아빠 이선, 엄마 헤더, 이부 남동생인 아기 리엄과 낡은 아파트에 살고 있다. 아파트에 떨어진 조그만 소행성 파편에서 기어나온 작은 거미를 발견한 샬럿은 스팅(Sting)이란 이름을 붙여주고 몰래 애완 동물로 기른다.
그러나 곧 무서운 속도로 성장해 거대해진 스팅은 지치지 않는 식탐을 보이며 아파트 애완 동물들과 주민들을 먹어치우기 시작하고, 샬럿의 부모님을 잡아가는 데 이어 리엄까지 납치한다. 스팅이 좀약을 싫어한다는 사실을 깨달은 샬럿은 좀약을 녹인 물로 무장하고 사라진 가족 구출에 나선다.

## 출연
- 라이언 코어 - 이선 역
- 얼라일라 브라운 - 샬럿 역
- 퍼넬러피 미첼 - 헤더 역
- 로빈 네빈 - 건터 역
- 노니 헤이즐허스트 - 헬가 역
- 실비아 콜로카 - 마리아 역
- 대니 김 - 에릭 역
- 저메인 파울러 - 프랭크 역